# Hippopodina iririkiensis
Hippopodina iririkiensis is een mosdiertjessoort uit de familie van de Hippopodinidae. De wetenschappelijke naam van de soort is voor het eerst geldig gepubliceerd in 1999 door Tilbrook.